# شبه جزيرة كيب يورك
شبه جزيرة كيب يورك بالإنجليزية (Cape York Peninsula) شبه جزيرة نائية وواسعة تقع في أقصى شمال كوينزلاند في أستراليا. هي أكبر الأراضي البكر في الشمال الأسترالي، وواحدة من المناطق القليلة البرية غير الملوثة المتبقية على وجه الأرض. وإن أرض الجزيرة مسطحة في الغالب، وعلى الرغم من أن نصف مساحتها تستغل لرعي الماشية إلاّ أن الحياة البرية أصبحت مهددة من الأعشاب الدخيلة الضارة.
حدود الساحل الغربي هو خليج كاربنتاريا، ويحدها من الشرق بحر كورال. كان أول من اكتشف المنطقة هو المستكشف الأوروبي إدموند كينيدي (بالإنجليزية: Edmund Kennedy)‏.

خريطة شبه جزيرة كيب يورك